# 보타흙파는쥐
보타흙파는쥐 또는 보타주머니고퍼(Thomomys bottae)는 흙파는쥐과에 속하는 설치류의 일종이다. 북아메리카 서부 지역의 토착종이다. 일부 출처에서는 특히 캘리포니아 주에서 밸리주머니고퍼라는 이름으로도 불린다. 학명과 통용명은 1820년대와 1830년대 캘리포니아 주에서 포유류를 수집했던 박물학자 겸 고고학자인 보타(Paul-Émile Botta)의 이름에서 유래했다.